# Gregorio Boncompagni, V duca di Sora
Gregorio Boncompagni, V duca di Sora, detto anche Gregorio II Boncompagni (Roma, 7 luglio 1642 – Roma, 1º gennaio 1707), è stato un nobile italiano.
Fu inoltre pronipote di papa Gregorio XIII.

## Biografia
Nato in seno alla ricca famiglia dei duchi di Sora, Gregorio portava il nome del suo antenato pontefice ed era figlio di Ugo, duca di Sora, e di sua moglie, la duchessa Maria Ruffo di Bagnara.
Nel 1674, il Boncompagni si rese protagonista di un grave incidente diplomatico insorto tra il regno di Napoli (del quale formalmente era feudatario) e lo Stato della Chiesa. Per molti anni, infatti, aveva dato il proprio appoggio allo spagnolo Francisco Navarrete contro i briganti che infestavano il confine tra i due Stati, trovando spesso l'appoggio delle milizie della Santa Sede. Ad ogni modo, quando le milizie napoletane sconfinarono entro i confini dello Stato della Chiesa per catturare il brigante Francesco Forte, papa Clemente X invocò un'autentica invasione di confine, fatto aggravato ancor più dal fatto che il viceré, il marchese di Astorga, si rifiutava categoricamente di consegnare il Forte alla giustizia pontificia. Il papa dapprima minacciò di scomunicare i partecipanti alla cattura del brigante, e poi mise una taglia dapprima sul Navarrete e poi anche sul Boncompagni che lo aveva a sua detta aiutato in questa violazione. Condannato alla pena di morte, Gregorio Boncompagni non mise più piede nello Stato Pontificio sino a quando papa Alessandro VIII, nel 1689, non decise di graziarlo.
Alla morte di suo padre, Gregorio poté succedergli nei feudi del napoletano con diploma concessogli da Carlo II nel 1678, ma dovette attendere la grazia di Alessandro VIII perché gli venisse riconosciuto anche il titolo di senatore di Bologna che la sua famiglia aveva come ereditario. Lo stesso Carlo II lo aveva già nominato capitano di una coorte di armati. 
Dopo la morte della prima moglie, nel 1682 Gregorio sposò in seconde nozze la principessa Ippolita Ludovisi, figlia del principe Niccolò Ludovisi, principe di Piombino, ultimo maschio della sua prosapie. Questa, oltre ad una ricca dote, gli portò anche i diritti sul principato che, di fatti, alla morte del suocero, Gregorio rivendicò per sé e per i propri discendenti contro Olimpia Ludovisi, sua cognata e sorella maggiore di sua moglie, che era monaca a Roma. Ne sorse una lite giudiziaria che dapprima diede torto al Boncompagni consentendo formalmente all'ex monaca di ascendere al trono di Piombino, ma con la morte della stessa Olimpia nel 1700, Filippo V di Spagna ottenne di concedere il feudo a Gregorio e a sua moglie col titolo di principi. Filippo V appoggiò questa pretesa per il semplice fatto che il Boncompagni, sin dalla prima ora, lo aveva sostenuto nelle sue pretese sul trono di Spagna, motivo per il quale gli concesse, nel 1701, anche il titolo di grande di Spagna.
Appassionato anche di poesia, il 19 aprile 1694 il Boncompagni venne ammesso all'accademia dell'Arcadia col nome di Vitalbo Cinosurio, venendone nominato vicecustode dall'anno successivo, ospitando alcune riunioni nella sua splendida villa di Frascati.
Morì senza eredi diretti il 1º gennaio 1707 e venne succeduto nei suoi titoli dal fratello minore Antonio.

## Matrimoni e figli
Sposò in prime nozze nel 1666 Giustina Gallio (29 ottobre 1644 – 21 luglio 1679), figlia di Tolomeo II, IV duca di Alvito, e di sua moglie, la nobildonna milanese Ottavia Trivulzio. Giustina era inoltre sorella di Francesco II, V duca di Alvito, e di Antonio Teodoro Gaetano Gallio Trivulzio, principe della Val Mesolcina. Ebbero un unico figlio, morto in tenera età:
- Boncompagno Tolomeo (19 dicembre 1667 - 19 febbraio 1668).

Gregorio si risposò quindi con Ippolita Ludovisi il 19 ottobre 1681. Questo matrimonio fu particolarmente proficuo dal momento che Ippolita, figlia primogenita di Niccolò I Ludovisi, I principe di Piombino, gli consentì di accedere con la moglie alla carica di co-principe di Piombino, assumendone anche il cognome trasformandolo in Boncompagni-Ludovisi, dinastia che perdurò al trono di Piombino sino alla Rivoluzione francese e che portò alla costituzione dell'Archivio Boncompagni-Ludovisi che oggi è di proprietà della Santa Sede.
Gregorio ed Ippolita ebbero sette figli:
- Ugo Nicolò (6 maggio 1684 – 19 ottobre 1686)[3], morì in tenera età
- Maria Eleonora (1686–1745), principessa di Piombino, sposò Antonio Boncompagni
- Costanza (6 settembre 1687 – 6 febbraio 1768)[4], sposò Vincenzo Giustiniani, III principe di Bassano
- Maria Teresa (27 febbraio 1692 – 7 giugno 1744)[5], sposò Urbano Barberini, III principe di Palestrina
- Giulia (22 gennaio 1695 – 3 novembre 1751)[6], sposò Marco Ottoboni, I duca di Fiano
- Anna Maria (31 gennaio 1696 – 12 gennaio 1752), sposò nel 1719 Gian Vincenzo Salviati, duca di Giuliano (1693-1752);
- Lavinia (22 dicembre 1697 – 20 aprile 1773)[7], sposò nel 1723 Marino Caracciolo, VI principe di Santobuono (1696-1745).

## Albero genealogico
|                                       |                                  |                                           | Genitori                                        |  |  | Nonni |  |  | Bisnonni                            |  |  | Trisnonni          |  |
|                                       |                                  |                                           |                                                 |  |  |       |  |  | Giacomo Boncompagni, I duca di Sora |  |  | Papa Gregorio XIII |  |
|                                       |                                  |                                           |                                                 |  |  |       |  |  | Giacomo Boncompagni, I duca di Sora |  |  | Papa Gregorio XIII |  |
|                                       |                                  | Maddalena Fulchini                        |                                                 |  |  |       |  |  | Giacomo Boncompagni, I duca di Sora |  |  |                    |  |
| Gregorio Boncompagni, II duca di Sora |                                  |                                           |                                                 |  |  |       |  |  | Giacomo Boncompagni, I duca di Sora |  |  |                    |  |
|                                       |                                  | Costanza Sforza di Santa Fiora            | Sforza Sforza, X conte di Santa Fiora           |  |  |       |  |  |                                     |  |  |                    |  |
|                                       |                                  | Costanza Sforza di Santa Fiora            | Sforza Sforza, X conte di Santa Fiora           |  |  |       |  |  |                                     |  |  |                    |  |
|                                       |                                  | Costanza Sforza di Santa Fiora            | Luigia Pallavicino                              |  |  |       |  |  |                                     |  |  |                    |  |
| Ugo Boncompagni, IV duca di Sora      |                                  | Costanza Sforza di Santa Fiora            |                                                 |  |  |       |  |  |                                     |  |  |                    |  |
|                                       |                                  | Juan Bautista Zapata y Cisneros           | Francisco Zapata y Cisneros, I conte di Barajas |  |  |       |  |  |                                     |  |  |                    |  |
|                                       |                                  | Juan Bautista Zapata y Cisneros           | Francisco Zapata y Cisneros, I conte di Barajas |  |  |       |  |  |                                     |  |  |                    |  |
|                                       |                                  | Juan Bautista Zapata y Cisneros           | Maria Clara de Mendoza                          |  |  |       |  |  |                                     |  |  |                    |  |
| Eleonora Zapata                       |                                  | Juan Bautista Zapata y Cisneros           |                                                 |  |  |       |  |  |                                     |  |  |                    |  |
|                                       |                                  | Caterina Brancia                          | Ottavio Brancia, signore di Castelpagano        |  |  |       |  |  |                                     |  |  |                    |  |
|                                       |                                  | Caterina Brancia                          | Ottavio Brancia, signore di Castelpagano        |  |  |       |  |  |                                     |  |  |                    |  |
|                                       |                                  | Caterina Brancia                          | Giulia Carafa                                   |  |  |       |  |  |                                     |  |  |                    |  |
| Gregorio Boncompagni, V duca di Sora  |                                  | Caterina Brancia                          |                                                 |  |  |       |  |  |                                     |  |  |                    |  |
|                                       | Carlo I Ruffo, I duca di Bagnara | Gian Giacomo Ruffo                        |                                                 |  |  |       |  |  |                                     |  |  |                    |  |
|                                       | Carlo I Ruffo, I duca di Bagnara | Gian Giacomo Ruffo                        |                                                 |  |  |       |  |  |                                     |  |  |                    |  |
|                                       | Carlo I Ruffo, I duca di Bagnara | Ippolita Spinelli                         |                                                 |  |  |       |  |  |                                     |  |  |                    |  |
| Francesco Ruffo, II duca di Bagnara   | Carlo I Ruffo, I duca di Bagnara |                                           |                                                 |  |  |       |  |  |                                     |  |  |                    |  |
|                                       |                                  | Antonia Spadafora                         | Federico Spadafora, barone del Biscotto         |  |  |       |  |  |                                     |  |  |                    |  |
|                                       |                                  | Antonia Spadafora                         | Federico Spadafora, barone del Biscotto         |  |  |       |  |  |                                     |  |  |                    |  |
|                                       |                                  | Antonia Spadafora                         | Giulia Alliata                                  |  |  |       |  |  |                                     |  |  |                    |  |
| Maria Ruffo                           |                                  | Antonia Spadafora                         |                                                 |  |  |       |  |  |                                     |  |  |                    |  |
|                                       |                                  | Vincenzo Ruffo, signore di Santa Severina | Marcello Ruffo                                  |  |  |       |  |  |                                     |  |  |                    |  |
|                                       |                                  | Vincenzo Ruffo, signore di Santa Severina | Marcello Ruffo                                  |  |  |       |  |  |                                     |  |  |                    |  |
|                                       |                                  | Vincenzo Ruffo, signore di Santa Severina | Juana de Benavides                              |  |  |       |  |  |                                     |  |  |                    |  |
| Guiomara Ruffo                        |                                  | Vincenzo Ruffo, signore di Santa Severina |                                                 |  |  |       |  |  |                                     |  |  |                    |  |
|                                       |                                  | Maria Ruffo, II principessa di Scilla     | Francesco Ruffo, I. principe di Scilla          |  |  |       |  |  |                                     |  |  |                    |  |
|                                       |                                  | Maria Ruffo, II principessa di Scilla     | Francesco Ruffo, I. principe di Scilla          |  |  |       |  |  |                                     |  |  |                    |  |
|                                       |                                  | Maria Ruffo, II principessa di Scilla     | …                                               |  |  |       |  |  |                                     |  |  |                    |  |
|                                       |                                  | Maria Ruffo, II principessa di Scilla     |                                                 |  |  |       |  |  |                                     |  |  |                    |  |